# Qalam (Iran)
Qalam (persisch قلم; auch bekannt als Kalam) ist ein Dorf in der Provinz Hormozgan in Iran. Es liegt in der Region Poschtkuh-e Schamil. Administrativ befindet es sich im Landkreis Schamil im Bachsch Schamil im Verwaltungsbezirk Bandar Abbas. Bei der Volkszählung 2006 betrug die Einwohnerzahl 135 in 36 Familien.